# イケジャ
イケジャ(Ikeja)はナイジェリアのラゴス州の州都。
1980年代前半の軍事政権時代以前に、イケジャは清潔な居住・商業都市として計画された。
2015年の人口は約86.1万人だった。

## 歴史
2002年1月27日、2002年ラゴス兵器庫爆発が発生した。
多くの人が逃げる際に運河で溺死した。

## 施設
- ムルタラ・モハンマド国際空港：ナイジェリア最大の空港で西アフリカのハブ[4]
- イケジャ・シティー・モール（英語版）：ラゴス州本土最大の商業施設
- ナイジェリア連邦空港機構（英語版）本部
- 航空事故調査局（英語版） [5]
- アリクエア本社[6]
- エア・ナイジェリア本社.[7]
- エアロ・コントラクターズ本社[8][9]
- オーバーランド航空（英語版）本社[10]
- 連合航空（英語版）本社
- ダナ・エア本社[11]
- ヴァージン・アトランティック航空ナイジェリア支社[12]

## 著名人
- フェミ・クティ(Olufela Olufemi Anikulapo Kuti)(1962年～)：ミュージシャン。